# ひがたともこ
ひがた ともこ（1972年1月31日 - ）は、日本の北海道出身の女優。干潟 智子（読み同じ）名義で活動していた時期もある。ジャパンアクションクラブに所属していた。

## 出演

### テレビ
- 「望郷のパパン沖縄1095日の旅」（1991年1月9日放送）
- お願いダーリン!（1993年、3-5話）
- お願いデーモン!（1993年）
- ブルースワット（1994-1995年、麻生スミレ/すみれ役）
- 歴史みつけた
- 金田一少年の事件簿（1995年、保科ゆかり）
- 世にも不幸な女たち氷河期の女（1995年）
- 英二ふたたび（1997年1月24日放送）
- ビーチボーイズ （1997年８月４日、フジテレビ）−亜希子役
- 競馬予想TV!（1999年9月 - 2000年7月）

### 映画
- 「ふたりアイランド」（1991年、悦子役）

| スタブアイコン | サブスタブ | この項目は、まだ閲覧者の調べものの参照としては役立たない、俳優（男優・女優）に関連した書きかけの項目です。この項目を加筆・訂正などしてくださる協力者を求めています（P:映画/PJ芸能人）。 |